# Oroscopo (singolo)
Oroscopo è un singolo del cantautore italiano Calcutta, pubblicato il 12 maggio 2016.

## Descrizione
Il brano, che ha visto la partecipazione del duo Takagi & Ketra, è stato scritto in occasione della nascita del primo figlio di Davide Panizza, frontman dei Pop X e amico di lunga data di Calcutta.

## Tracce
1. Oroscopo (feat. Takagi & Ketra) – 3:18

## Classifiche
| Classifica (2016) | Posizione massima |
| ----------------- | ----------------- |
| Italia            | 80                |